# Harry Gregg
Harry Gregg OBE (* 25. Oktober 1932 in Magherafelt, County Derry; † 16. Februar 2020 in Coleraine, County Derry) war ein nordirischer Fußballspieler und -trainer.

## Laufbahn als Spieler

### Greggs Vereinskarriere
Der Torwart begann mit dem Fußballspiel als Jugendlicher bei den Rangers und den Swifts im Belfaster Stadtteil Linfield, bevor er zum FC Coleraine wechselte. Seine Qualitäten konnte er dann ab Ende 1952 nach dem Wechsel zu den Doncaster Rovers auch auf höherem Niveau zeigen, nämlich in der zweiten englischen Liga. In Diensten der „Rovers“ debütierte er 1954 auch in der nordirischen Nationalelf. Greggs Stärken lagen in einer ausgezeichneten Strafraumbeherrschung und seiner Reaktionsschnelligkeit auf der Linie.
Ende 1957 verpflichtete ihn Manchester United für 23.500 £, womit er der teuerste „Goalkeeper“ seiner Zeit war. In diese Phase fielen seine großen Erfolge, aber auch eine der schwärzesten Stunden des Fußballs überhaupt: keine drei Monate nach seinem Wechsel überlebte er einen Flugzeugabsturz in München, bei dem 23 der 44 Insassen umkamen, darunter acht Mannschaftskameraden von Manchester United. Gregg rettete etliche Mitspieler – dazu zählten Bobby Charlton, Jackie Blanchflower und Dennis Viollet – und andere Passagiere aus dem Flugzeug.
Mit United gewann er, dessen Markenzeichen ein gelber Pullover („The man in the yellow sweater“) war, 1959 die englische Vize-Meisterschaft und stand 1958 im Endspiel des FA Cups. Zum Pokalsieg von 1963 konnte er wegen einer schweren Schulterverletzung wenig beitragen, und auch Manchesters Ligatitel von 1965 wurde für ihn in England nicht mitgerechnet, weil er – erneut verletzungsbedingt – in dieser Spielzeit auf zu wenig Einsätze kam und ihm aus diesem Grund die offizielle Meisterschaftsmedaille vorenthalten blieb.
Von Dezember 1966 bis 1968 hütete er noch bei Stoke City das Tor, mit denen er 1967 in die höchste Spielklasse aufstieg.
Harry Gregg wurde für seine Verdienste 1995 mit dem Orden MBE und 2019 mit dem OBE ausgezeichnet.
2004 berichteten er und Albert Scanlon in einer Radiosendung von BBC4, dass sie und weitere Mitspieler von Manchester United während der 1950er Jahre regelmäßig Amphetamine einnahmen.

### Der Nationalspieler
Zwischen 1954 und 1964 bestritt Harry Gregg 25 Länderspiele für Nordirland; persönlicher Höhepunkt war die Fußball-Weltmeisterschaft 1958, wo er in der Vorrunde durch seine Paraden und Reflexe nicht nur die deutschen Stürmer beim 2:2 wiederholt zur Verzweiflung brachte. Anders als England und Schottland waren die Nordiren auch noch im Viertelfinale des Turniers dabei, wo dann allerdings auch Gregg das Ausscheiden seiner Elf gegen Frankreich nicht verhindern konnte. Für seine Leistungen wurde er anschließend zum besten Torhüter des Turniers gewählt.

## Laufbahn als Trainer
Zwischen 1968 und 1987 trainierte Gregg zahlreiche, meist unterklassige Vereine. Von 1978 bis 1981 gehörte er aber auch dem Trainerstab „seines“ Klubs Manchester United an. Im Einzelnen arbeitete er bei Shrewsbury Town (1968–1972, 3. Liga), Swansea City (1972–1975, 3. und 4. Liga), Crewe Alexandra (1975–1978, 4. Liga), kurzzeitig in Saudi-Arabien und nach den drei Jahren bei Manchester United 1982 erneut bei Swansea, Swindon Town (1984/85) und Carlisle United (1986/87).

## Leben nach dem Fußball
Harry Gregg betrieb ein Hotel im nordirischen Küstenort Portstewart und war Ehrenpräsident des dortigen Fußballclubs. 2002 erschien seine Autobiografie „From Munich to Maxwell“.
Gregg starb im Februar 2020 im Alter von 87 Jahren nach mehrwöchiger Krankheit im Causeway Hospital in Coleraine. Seiner Beisetzung wohnten unter anderem Arlene Foster, Alex Ferguson, Bobby Charlton, Denis Law, Sammy McIlroy und David Healy bei.

## Erfolge und Ehrungen
- Englischer Pokalfinalist: 1957/58
- 25 A-Länderspiele für Nordirland; WM-Teilnehmer 1958
- Träger der Orden „Member“ und „Officer“ of the British Empire